# Кошмановка (Полтавская область)
Кошмановка (укр. Кошманівка) — село,
Кошмановский сельский совет,
Машевский район,
Полтавская область,
Украина.
Код КОАТУУ — 5323082201. Население по переписи 2001 года составляло 2061 человек.
Является административным центром Кошмановского сельского совета, в который, кроме того, входят сёла
Богдановка и
Мироновка.

## Географическое положение
Село Кошмановка находится на берегах реки Тагамлык,
ниже по течению на расстоянии в 1,5 км расположены сёла Богдановка и Мироновка.
На реке несколько запруд.
Рядом проходит автомобильная дорога Р-11.

## История
- 1722 — дата основания.

## Экономика
- ООО «Чистая Криница».
- Опытное хозяйство «Кошмановка».
- Кошмановское ремонтное предприятие, ОАО.

## Объекты социальной сферы
- Школа.
- Кошмановская сельская больница.
- Дом культуры.
- Машевская районная станция туристов-краеведов.

## Известные люди
- Кальченко Никифор Тимофеевич (1906—1989) — государственный и партийный деятель УССР.

## Религия
- Спасо-Вознесенский храм.